# Hemiandra

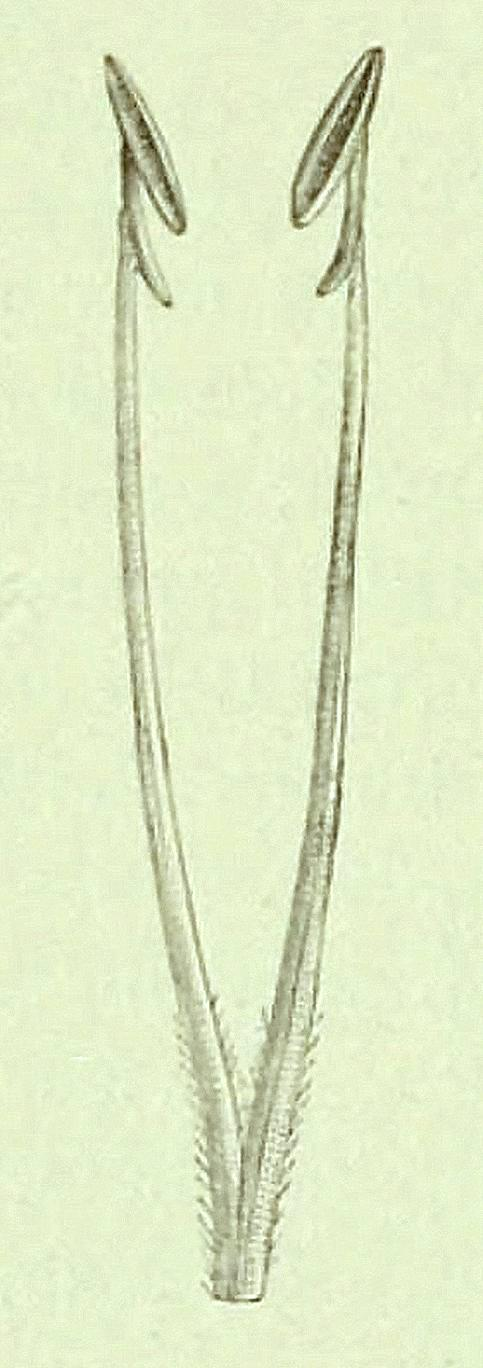
Ejemplo de los estambres monotecas del género en Hemiandra pungens

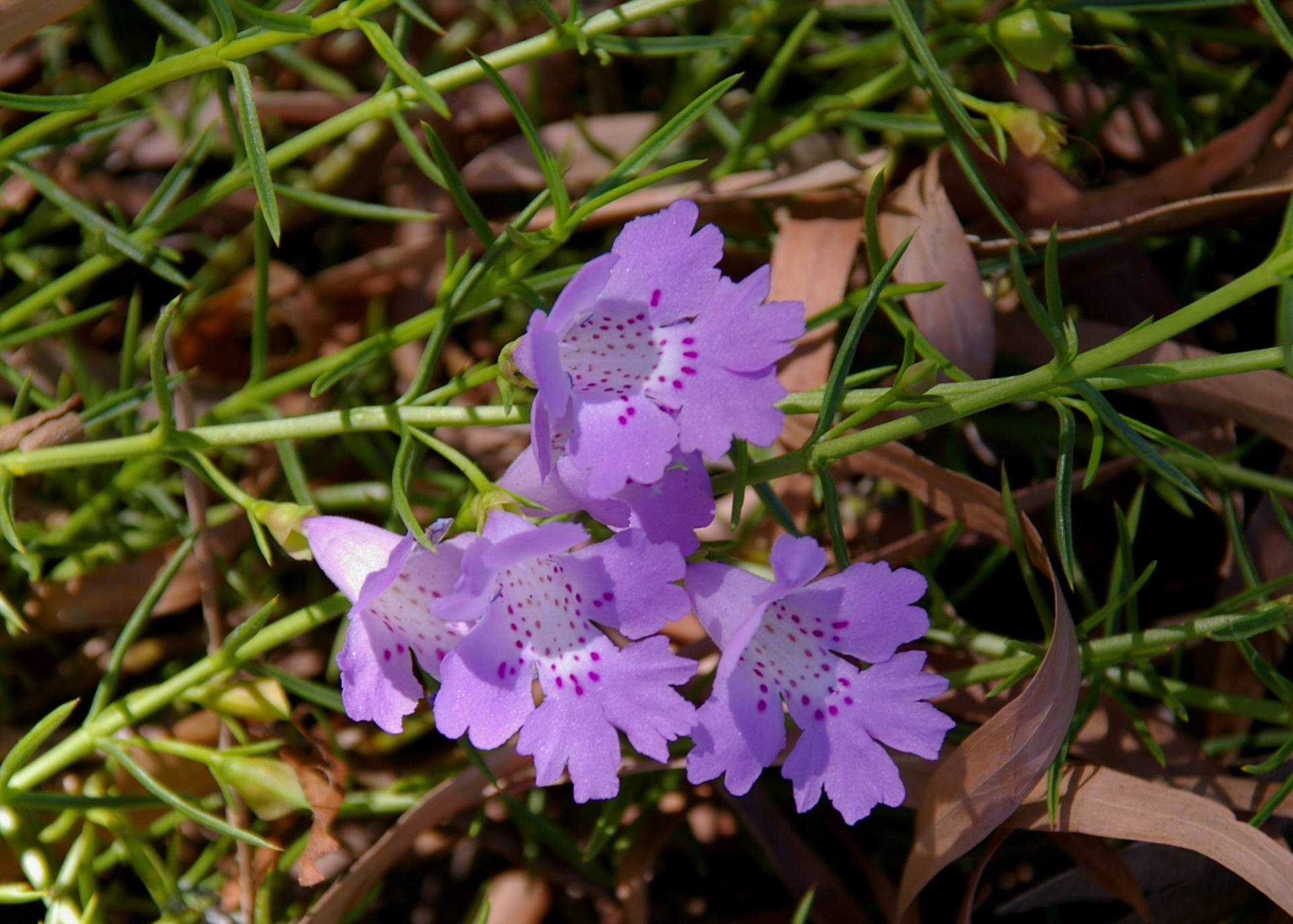
Un ejemplo del género con las hojas lineales punzantes: H. pungens

Hemiandra es un género de plantas con flores perteneciente a la familia Lamiaceae. De las 18 especies descritas, solo 7 son aceptadas.

## Descripción
Son arbustos, no aromáticos,  erectos o más o menos postrados y que alcanzan hasta 1 m de alto. Los tallos y ramas son de sección redondeada, excepto las ramitas jóvenes que generalmente son más bien de sección cuadrangular. Las hojas, con pelos glandulares, sésiles y sin estípulas, opuestas y decusatas, son enteras, llanas o de bordes enrollados, y de ápice puntiagudo/punzante. La flores, bibracteoladas y peceladas, son solitarias u organizadas en inflorescencias tirsoides con los nudos muy separados. Dichas flores, hermafroditas, son claramente zigomorfas, con el cáliz más o menos bilabiado y tri-pentalobulado, persistente y acrescente, mientras la corola, de color blanco, amarillo, malva, purpúreo, rosado, rojo o azul verdoso, es también bilabiada y pentalobulada con el labio superior bilobulado y más o menos erecto y el inferior trilobulado y extendido, con su lóbulo mediano a menudo bífido; el tubo de dicha corola tiene la garganta dilatada, interiormente peluda y frecuentemente con manchas puntuales de color más óscuro que afectan también a la parte proximal de los lóbulos. El androceo está constituido por 4 estambres, todos funcionales pero con las anteras poseyendo una sola teca fértil, la otra quedando reducida a un lóbulo, frecuentemente incónspicuo, al final del conectivo, alargado pero que carece de apéndices basales. El gineceo presenta un ovario originalmente bilocular pero luego tetralocular por el desarrollo de un falso septo mientras el estilo, implantado en la depresión del ápice del ovario, tiene el estigma bífido. El fruto es una tetranúcula con cada mericarpo unisemillado, no encerrada por los lóbulos del cáliz persistente y acrescente.

## Distribución
Es un endemismo estricto de Australia, casi exclusivamente dee estado de Western Australia, pero también,y curiosamente, de unos contados puntos del resto de la isla.

## Taxonomía
El género fue descrito por Robert Brown y publicado en Prodromus Florae Novae Hollandiae, p. 502 en 1810. 
La especie tipo es Hemiandra pungens R. Br. .
Etimología
- Hemiandra: del griego ήμι, medio, mitad y ανδρο, macho, masculino, por la mitad de las tecas de las anteras que son ausentes.[4]

## Especies aceptadas
- Hemiandra coccinea O.H.Sarg.
- Hemiandra gardneri O.H.Sarg.
- Hemiandra incana Bartl.
- Hemiandra leiantha Benth.
- Hemiandra pungens R.Br.
- Hemiandra rubriflora O.H.Sarg.
- Hemiandra rutilans O.H.Sarg.[1]